# Ејдријан (Џорџија)
Ејдријан (енгл. Adrian) град је у америчкој савезној држави Џорџија. По попису становништва из 2010. у њему је живело 664 становника.

## Демографија
Према попису становништва из 2010. у граду је живело 664 становника, што је 85 (14,7%) становника више него 2000. године.
| Група             | 2000.       | 2010.       |
| Белци             | 398 (68,7%) | 404 (60,8%) |
| Афроамериканци    | 177 (30,6%) | 213 (32,1%) |
| Азијати           | 0 (0,0%)    | 2 (0,3%)    |
| Хиспаноамериканци | 4 (0,7%)    | 33 (5,0%)   |
| Укупно            | 579         | 664         |